# Tournoi des Cinq Nations 1930
Navigation
Tournoi 1929 Tournoi 1931
Le Tournoi des Cinq Nations 1930 se déroule du 1er janvier au 21 avril 1930 et voit la victoire de l'Angleterre avec deux victoires, un match nul et une défaite. L'Écosse est dernière avec une victoire, un match nul et deux défaites.

## Classement
Attribution des points de classement :
- Victoire 2 points ;
- Match nul 1 point ;
- Rien pour une défaite.

Règles de classement :
1. nombre de points de classement (Pts)
2. titre partagé.
| Rang | Nation         | J | V | N | D | Pm | Pe  | Diff | Pts |
| ---- | -------------- | - | - | - | - | -- | --- | ---- | --- |
| 1    | Angleterre     | 4 | 2 | 1 | 1 | 25 | -12 | +37  | 5   |
| 2    | Pays de Galles | 4 | 2 | 0 | 2 | 35 | -30 | +65  | 4   |
| 2    | Irlande        | 4 | 2 | 0 | 2 | 25 | -31 | +56  | 4   |
| 2    | France         | 4 | 2 | 0 | 2 | 17 | -25 | +42  | 4   |
| 5    | Écosse (T)     | 4 | 1 | 1 | 2 | 26 | -30 | +56  | 3   |

|  | Vainqueur du Tournoi 1930  |
|  | T : Tenante du titre 1929. |

- Le pays de Galles, deuxième, possède la meilleure attaque, tandis que l'Angleterre victorieuse a la meilleure défense et réalise la plus grande différence de points.

## Les matches
| Mercredi 1er janvier 1930 Temps froid et gris | France                                | 7 – 3 (3-3) | Écosse               | Stade Yves-du-Manoir, Colombes Bon terrain 45 000 spectateurs Arbitre : D Hallwell |
| Mercredi 1er janvier 1930 Temps froid et gris | Essai(s) : Bioussa Drop(s) : Magnanou |             | Essai(s) : W Simmers | Stade Yves-du-Manoir, Colombes Bon terrain 45 000 spectateurs Arbitre : D Hallwell |
| Mercredi 1er janvier 1930 Temps froid et gris |                                       |             |                      | Stade Yves-du-Manoir, Colombes Bon terrain 45 000 spectateurs Arbitre : D Hallwell |

| Samedi 18 janvier 1930 | Pays de Galles            | 3 – 11 (0-3) | Angleterre                                                                 | National Stadium, Cardiff Arbitre : R Jeffares |
| Samedi 18 janvier 1930 | Essai(s) : T Jones-Davies |              | Essai(s) : 2 J Reeve Transformation(s) : 1/2 B Black Pénalité(s) : B Black | National Stadium, Cardiff Arbitre : R Jeffares |
| Samedi 18 janvier 1930 |                           |              |                                                                            | National Stadium, Cardiff Arbitre : R Jeffares |

| Samedi 25 janvier 1930 Temps doux et ensoleillé | Irlande | 0 – 5 (0-0)                                   | France | Ravenhill Stadium, Belfast Bon terrain 25 000 spectateurs Arbitre : B Cumberledge |
| Samedi 25 janvier 1930 Temps doux et ensoleillé |         | Essai(s) : Samatan Transformation(s) : Ambert |        | Ravenhill Stadium, Belfast Bon terrain 25 000 spectateurs Arbitre : B Cumberledge |
| Samedi 25 janvier 1930 Temps doux et ensoleillé |         |                                               |        | Ravenhill Stadium, Belfast Bon terrain 25 000 spectateurs Arbitre : B Cumberledge |

| Samedi 1er février 1930 | Écosse                                                                      | 12 – 9 (8-9) | Pays de Galles                                                   | Murrayfield Stadium, Édimbourg 60 000 spectateurs Arbitre : J Wheeler |
| Samedi 1er février 1930 | Essai(s) : 2 W Simmers Transformation(s) : 1/2 F Waters Drop(s) : H Waddell |              | Essai(s) : G Jones Transformation(s) : I Jones Drop(s) : G Jones | Murrayfield Stadium, Édimbourg 60 000 spectateurs Arbitre : J Wheeler |
| Samedi 1er février 1930 |                                                                             |              |                                                                  | Murrayfield Stadium, Édimbourg 60 000 spectateurs Arbitre : J Wheeler |

| Samedi 8 février | Irlande            | 4 – 3 (0-3) | Angleterre         | Lansdowne Road, Dublin Arbitre : A Freethy |
| Samedi 8 février | Drop(s) : P Murray |             | Essai(s) : A Novis | Lansdowne Road, Dublin Arbitre : A Freethy |
| Samedi 8 février |                    |             |                    | Lansdowne Road, Dublin Arbitre : A Freethy |

| Samedi 22 février 1930 Temps ensoleillé | Angleterre                                                                  | 11 – 5 (6-5) | France                                      | Stade de Twickenham, Londres Bon terrain 70 000 spectateurs Arbitre : A Freethy |
| Samedi 22 février 1930 Temps ensoleillé | Essai(s) : 3 H Periton, J Reeve, M Robson Transformation(s) : 1/3 B.H.Black |              | Essai(s) : Serin Transformation(s) : Ambert | Stade de Twickenham, Londres Bon terrain 70 000 spectateurs Arbitre : A Freethy |
| Samedi 22 février 1930 Temps ensoleillé |                                                                             |              |                                             | Stade de Twickenham, Londres Bon terrain 70 000 spectateurs Arbitre : A Freethy |

| Samedi 22 février 1930 | Écosse                                                                       | 11 – 14 (3 - 11) | Irlande                                                     | Murrayfield Stadium, Édimbourg Arbitre : A Freethy |
| Samedi 22 février 1930 | Essai(s) : 3 D Ford, G Macpherson, F Waters Transformation(s) : 1/3 F Waters |                  | Essai(s) : 4 M Crowe, Davy (3) Transformation(s) : P Murray | Murrayfield Stadium, Édimbourg Arbitre : A Freethy |
| Samedi 22 février 1930 |                                                                              |                  |                                                             | Murrayfield Stadium, Édimbourg Arbitre : A Freethy |

| Samedi 8 mars 1930 | Pays de Galles                                    | 12 – 7 (6-7) | Irlande                               | St Helens Rugby and Cricket Ground, Swansea 50 000 spectateurs Arbitre : D Hallwell |
| Samedi 8 mars 1930 | Essai(s) : 4 T Arthur, Ho Jones H Peacock, A Skym |              | Pénalité(s) : P Murray Drop(s) : Davy | St Helens Rugby and Cricket Ground, Swansea 50 000 spectateurs Arbitre : D Hallwell |
| Samedi 8 mars 1930 |                                                   |              |                                       | St Helens Rugby and Cricket Ground, Swansea 50 000 spectateurs Arbitre : D Hallwell |

| Samedi 15 mars 1930 | Écosse | 0 – 0 (0-0) | Angleterre | Twickenham, Londres Arbitre : R Jeffares |
| Samedi 15 mars 1930 |        |             |            | Twickenham, Londres Arbitre : R Jeffares |
| Samedi 15 mars 1930 |        |             |            | Twickenham, Londres Arbitre : R Jeffares |

| Samedi 21 avril 1930 Beau temps | France | 0 – 11 (0-3)                                     | Pays de Galles | Stade Yves-du-Manoir, Colombes Bon terrain 50 000 spectateurs Arbitre : D Hallwell |
| Samedi 21 avril 1930 Beau temps |        | Essai(s) : A Skym Drop(s) : 2 W Powell, W Morgan |                | Stade Yves-du-Manoir, Colombes Bon terrain 50 000 spectateurs Arbitre : D Hallwell |
| Samedi 21 avril 1930 Beau temps |        |                                                  |                | Stade Yves-du-Manoir, Colombes Bon terrain 50 000 spectateurs Arbitre : D Hallwell |